# Dinotrema applicatum
Dinotrema applicatum is een vliesvleugelig insect (orde Hymenoptera) uit de familie van de schildwespen (Braconidae). De wetenschappelijke naam van de soort werd in 2004 gepubliceerd door Vladimir Ivanovich Tobias.